# Maëlle Lakrar
Maëlle Ourida Louisette Lakrar (født 27. maj 2000) er en kvindelig fransk fodboldspiller, der spiller forsvar for Montpellier i Division 1 Féminine og Frankrigs kvindefodboldlandshold. Hun har tidligere spillet for Olympique de Marseille, hvor hun debuterede som 15-årig.
Hun fik sin officielle debut på det franske landshold i 18. februar 2023 mod Uruguay ved Tournai de France. Efterfølgende blev hun udtaget til VM i fodbold 2023 i Australien/New Zealand, hvor hun også udlignede til 1–1 i VM-kampen mod Panama i 6–3-sejren fra Frankrig.
Hun var også med til at vinde U/19-EM i fodbold i 2019 i Skotland.